# Eucereon guacolda
Eucereon guacolda är en fjärilsart som beskrevs av Felipe Poey 1832. Eucereon guacolda ingår i släktet Eucereon och familjen björnspinnare. Inga underarter finns listade i Catalogue of Life.